# Droga krajowa B54 (Niemcy)
Droga krajowa 54 (niem. Bundesstraße 54, B 54) – niemiecka droga krajowa przebiegająca  z północy na południe od granicy z Holandią do skrzyżowania z autostradą A66 we Wiesbaden w Hesji.
Droga krajowa 54n (niem. Bundesstraße 54n, B 54n) to fragment obwodnicy Siegen.
Droga zwana jest również "Hüttentalstraße".

## Miejscowości leżące przy B54

### Nadrenia Północna-Westfalia
Gronau (Westf.), Ochtrup, Steinfurt, Borghorst, Altenberge, Nienberge, Münster, Hiltrup, Altendorf, Herbern, Werne, Lünen, Dortmund, Herdecke, Hagen, Dahl, Priorei, Rummenohl, Dahlerbrück, Schalksmühle, Lüdenscheid, Oberbrügge, Bollwerk, Vollme, Kierspe, Meinerzhagen, Bleche, Wegeringhausen, Hützemert, Drolshagen, Olpe, Altenkleusheim, Kreuztal, Siegen, Rödgen, Wilnsdorf.

### Hesja
Langendernbach, Elbgrund, Dorchheim, Oberzeuzheim, Niederzeuzheim, Ahlbach, Limburg, Rückershausen, Haus über Aar, Michelbach, Adolfseck, Bad Schwalbach, Hahn, Wiesbaden.

### Nadrenia-Palatynat
Zehnhausen, Emmerichenhain, Rennerod, Waldmühlen, Irmtraut, Diez, Holzheim, Flacht, Niederneisen, Hahnstätten, Zollhaus, Schiesheim.